# Cumignano sul Naviglio
Cumignano sul Naviglio (lombardul: Cümignà) település Olaszországban, Lombardia régióban, Cremona megyében. Lakosainak száma 406 fő (2023. január 1.). Cumignano sul Naviglio Genivolta, Soncino, Ticengo, Trigolo és Soresina községekkel határos.

## Népesség
A település lakossága az elmúlt években az alábbi módon változott:
| Lakosok száma | 444  | 448  | 450  | 406  |
|               | 2013 | 2017 | 2018 | 2023 |